# Afrophantia iphigeneia
Afrophantia iphigeneia är en insektsart som beskrevs av Rauno E. Linnavuori 1973. Afrophantia iphigeneia ingår i släktet Afrophantia och familjen Flatidae. Inga underarter finns listade i Catalogue of Life.